# Marchio orafo

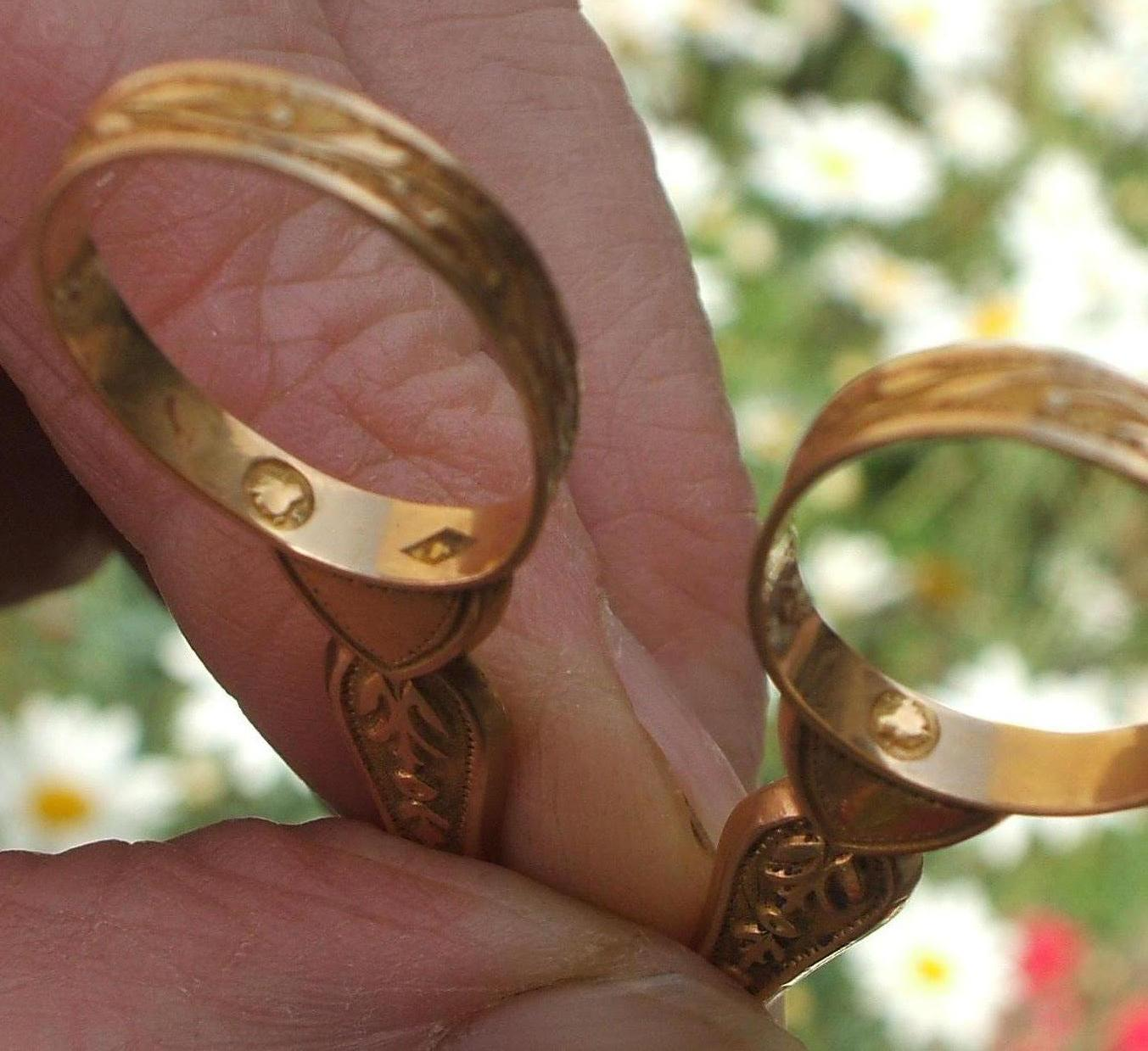
esempio di marchio orafo

Il marchio orafo è un marchio ufficiale applicato su un oggetto di metallo prezioso per garantire il titolo e certificarne il produttore.
La marchiatura dei metalli preziosi, in genere palladio, platino, oro, argento, è obbligatoria nella maggior parte dei paesi industrializzati. In Italia gli oggetti in metallo prezioso sono disciplinati dal Decreto Legislativo 22 maggio 1999, n. 251 e dal relativo Regolamento di attuazione, 
il Decreto del Presidente della Repubblica 30 maggio 2002, n. 150.
La marchiatura tramite punzonatura viene effettuata per motivi di trasparenza del mercato. Infatti serve alla lotta alle contraffazioni ed anche a indicare il tipo di metallo impiegato e la percentuale utilizzata nel prodotto.
I metalli preziosi sono troppo teneri per essere utilizzati puri e devono essere fusi in leghe. Maggiore è il tenore del metallo prezioso maggiore sarà il valore del prodotto. Come unità di misura del valore del prodotto si usa in genere il carato.
Oltre al marchio che identifica il metallo è in genere obbligatorio indicare il produttore. In Italia viene attribuito un numero cronologico ad ogni azienda della provincia che viene impresso nel metallo con la sigla della provincia. Il caso più famoso è quello della Unoaerre la più grande azienda orafa del mondo che ha adottato come marchio il proprio punzone 1AR.

## Marchi orafi relativi all'oro
- .999 = 24 carati = 99.9%
- .916 = 22 carati = 91.33%
- .875 = 21 carati = 87%
- .750 = 18 carati = 75%
- .585 = 14 carati = 58.5%
- .417 = 10 carati = 41.7%
- .375 = 9 carati = 37.5%
- .333 = 8 carati = 33.3%

## Elenco dei paesi con punzonatura
Ciascuno dei seguenti paesi è identificato con da un punzone che è unico.
- Germania (PDF), su douane.gouv.fr. URL consultato il 31 maggio 2012 (archiviato dall'url originale il 24 marzo 2012).
- Austria (PDF), su douane.gouv.fr. URL consultato il 31 maggio 2012 (archiviato dall'url originale il 23 agosto 2012).
- Belgio (PDF), su douane.gouv.fr. URL consultato il 31 maggio 2012 (archiviato dall'url originale il 24 marzo 2012).
- Cipro (PDF), su douane.gouv.fr. URL consultato il 31 maggio 2012 (archiviato dall'url originale il 25 agosto 2012).
- Danimarca (PDF), su douane.gouv.fr. URL consultato il 31 maggio 2012 (archiviato dall'url originale il 24 marzo 2012).
- Spagna (PDF), su douane.gouv.fr. URL consultato il 31 maggio 2012 (archiviato dall'url originale il 24 marzo 2012).
- Finlandia (PDF), su douane.gouv.fr. URL consultato il 31 maggio 2012 (archiviato dall'url originale il 22 agosto 2012).
- Francia (PDF), su douane.gouv.fr. URL consultato il 31 maggio 2012 (archiviato dall'url originale il 22 maggio 2012).
- Hong Kong
- Ungheria (PDF), su douane.gouv.fr. URL consultato il 31 maggio 2012 (archiviato dall'url originale il 19 agosto 2012).
- India, su bis.org.in. URL consultato il 31 maggio 2012 (archiviato dall'url originale l'11 maggio 2012).
- Irlanda (PDF), su douane.gouv.fr. URL consultato il 31 maggio 2012 (archiviato dall'url originale il 24 agosto 2012).
- Israele [collegamento interrotto], su sii.org.il.
- Italia(dalla camera di commercio) (PDF), su douane.gouv.fr. URL consultato il 31 maggio 2012 (archiviato dall'url originale il 24 agosto 2012).
- Lettonia (PDF), su douane.gouv.fr. URL consultato il 31 maggio 2012 (archiviato dall'url originale il 23 agosto 2012).
- Lituania (PDF), su douane.gouv.fr. URL consultato il 31 maggio 2012 (archiviato dall'url originale il 19 agosto 2012).
- Lussemburgo (PDF), su douane.gouv.fr. URL consultato il 31 maggio 2012 (archiviato dall'url originale il 19 agosto 2012).
- Malaysia
- Malta (PDF), su douane.gouv.fr. URL consultato il 31 maggio 2012 (archiviato dall'url originale il 23 agosto 2012).
- Norvegia (PDF), su douane.gouv.fr. URL consultato il 31 maggio 2012 (archiviato dall'url originale il 24 agosto 2012).
- Paesi Bassi (PDF), su douane.gouv.fr. URL consultato il 31 maggio 2012 (archiviato dall'url originale il 23 agosto 2012).
- Polonia (PDF), su douane.gouv.fr. URL consultato il 31 maggio 2012 (archiviato dall'url originale il 24 agosto 2012).
- Portogallo (PDF), su douane.gouv.fr. URL consultato il 31 maggio 2012 (archiviato dall'url originale il 24 agosto 2012).
- Regno Unito (PDF), su douane.gouv.fr. URL consultato il 31 maggio 2012 (archiviato dall'url originale il 24 marzo 2012).
- Slovacchia (PDF), su douane.gouv.fr. URL consultato il 31 maggio 2012 (archiviato dall'url originale il 25 agosto 2012).
- Slovenia (PDF), su douane.gouv.fr. URL consultato il 31 maggio 2012 (archiviato dall'url originale il 24 agosto 2012).
- Svezia (PDF), su douane.gouv.fr. URL consultato il 31 maggio 2012 (archiviato dall'url originale il 23 agosto 2012).
- Svizzera (PDF), su douane.gouv.fr. URL consultato il 31 maggio 2012 (archiviato dall'url originale il 20 agosto 2012).
- Repubblica Ceca (PDF), su douane.gouv.fr. URL consultato il 31 maggio 2012 (archiviato dall'url originale il 19 agosto 2012).